# 仵城県 (隰県)
仵城県（ごじょう-けん）は、中華人民共和国山西省にかつて存在した県。現在の臨汾市隰県南部に相当する。
1221年（興定5年）、金朝により設置される。元初に廃止された。